# نت بينز
نت بينز (بالإنجليزية: NetBeans)‏ هي بيئة تطوير متكاملة للغة الجافا برامج الجافا تتطلب لكي تعمل وجود آلة افتراضية خاصة بالجافا. البرنامج من إنتاج شركة صن ميكروسيستمز.

## نبذة تاريخية
كانت بداية البرنامج عام 1997 كمشروع جامعى، قامت شركة باصدار إصدارات تجارية من نت‌بينز إلى أن اشترته صن ميكروسيستمز في عام 1999 وجعلته برنامج مفتوح المصدر.
سيتم إطلاق الإصدار السادس تحت رخصتين أحدهما رخصة سي.دي.دي.إل التي استعملتها الإصدارات السابقة مفتوحة المصدر لنت بينز، والأخرى هي رخصة جي.بي.إل بتعديلات طفيفة.

## متعدد اللغات
نت بينز متاح في 23 لغة (الإصدار 7.0 في أبريل 2011)، و قد تمت ترجمته غالبا من طرف المستخدمين.

## لغات البرمجة

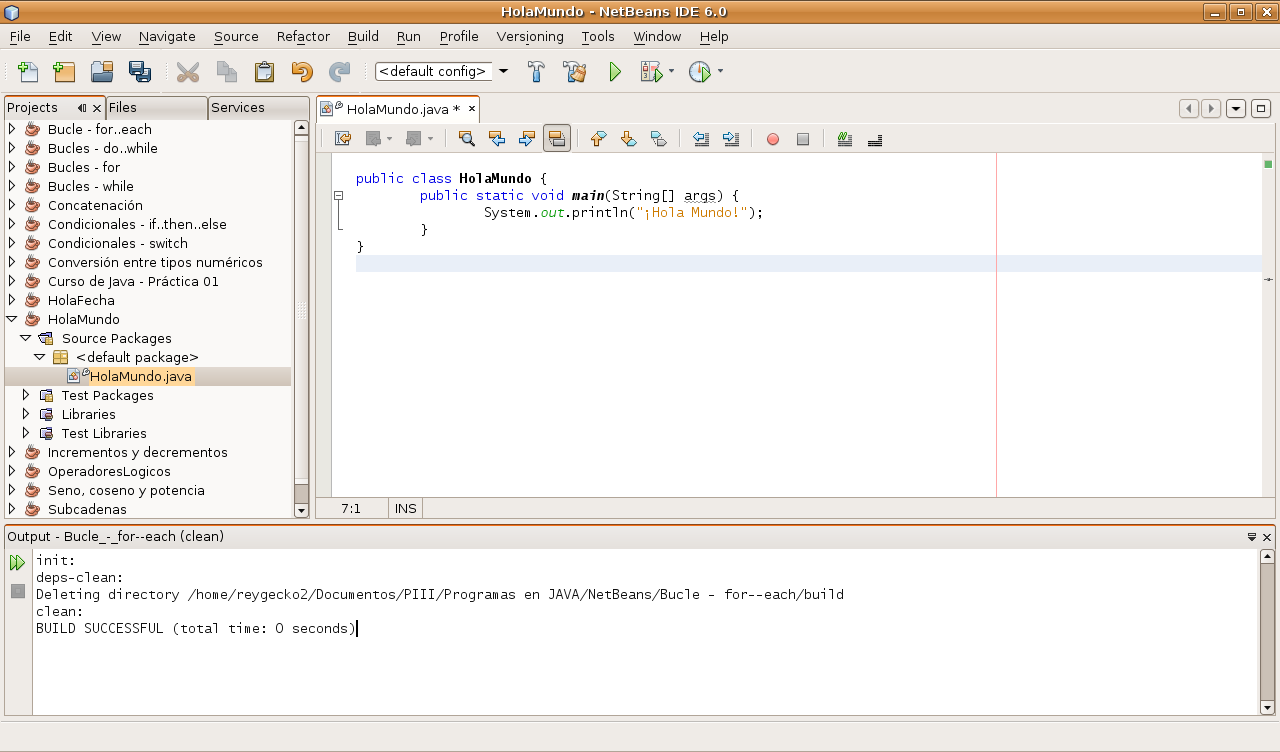
Netbeans 6

نت بينز بيئة تطوير متكاملة تدعم مجموعة متنوعة من لغات البرمجة وأدوات التعاون من أهمها جافا وبي إتش بي.
يوفر نت بينز وظائف مهمة جدا من بينها التكميل، رصد الأخطاء النحوية والدلالية، التحذيرات والنصائح، إعادة هيكلة الكود (ريفاكتورينغ Refactoring)، إعادة تسمية، وتغيير الوظائف، النسخ وحفظ المعلومات...
نت بينز يدعم أساسا اللغات البرمجية التالية :
- جافا (JAVA)
- جروفي (Groovy)
- بي إتش بي (PHP)
- جافا سكريبت (Javascript)
- سي، سي ++ (C, C++)
- بيتون (Python)
- إتش تي إم إل (HTML)
- إكس إم إل (XML)

## حزم نت بينز
تحتوى نت بينز على عدة حزم تمكن المبرمج من البرمجة بعدة لغات برمجة
وهي :
1. الحزمة الخاصة بالهواتف المحمولة NetBeans Mobility Pack
2. الحزمة الخاصة ببرمجة لغة سي وسي++ ++ NetBeans C/C++ Pack
3. الحزمة الخاصة بتطوير المواقع NetBeans Visual Web Pack
4. الحزمة الخاصة ببرمجة لغة روبي NetBeans Ruby Pack
5. محرر خاص بلغة الجافا سكريبت NetBeans JavaScript Editor

## إصدارت نت بينز
| رقم الإصدار | تاريخ الإصدار  |
| ----------- | -------------- |
| 11          | أبريل 2019     |
| 10          | ديسمبر 2018    |
| 9           | يوليو 2018     |
| 8.0         | 2014           |
| 7.3         | 2013           |
| 7.0         | أبريل 2011     |
| 6.9         | يونيو 2010     |
| 6.5         | 19 نوفمبر 2008 |
| 6.0         | 3 ديسمبر 2007  |
| 5.5.1       | 24 مايو 2007   |
| 5.5         | 30 أكتوبر 2006 |
| 5.0         | يناير 2006     |
| 4.1         | مايو 2005      |
| 4.0         | ديسمبر 2004    |
| 3.6         | أبريل 2004     |
| 3.5         | يونيو 2003     |

## وصلات خارجية
- الموقع الرسمي
- نت بينز على موقع Open Hub (الإنجليزية)